# جيمس غراهام (طبيب)
جيمس غراهام (بالإنجليزية: James Graham)‏ هو طبيب أسترالي، ولد في 29 يوليو 1856، وتوفي في 8 مارس 1913.